# Saint-Médard-la-Rochette
Saint-Médard-la-Rochette – miejscowość i gmina we Francji, w regionie Nowa Akwitania, w departamencie Creuse.
Według danych na rok 1990 gminę zamieszkiwało 626 osób, a gęstość zaludnienia wynosiła 16 osób/km² (wśród 747 gmin Limousin Saint-Médard-la-Rochette plasuje się na 207. miejscu pod względem liczby ludności, natomiast pod względem powierzchni na miejscu 84.).